# المجبا (وشحة)

تعديل مصدري - تعديل

المجبا هي إحدى قرى عزلة بني سعد بمديرية وشحة التابعة لمحافظة حجة، بلغ تعداد سكانها 344 نسمة حسب تعداد اليمن لعام 2004.